# Julian Kałowski
Julian Kałowski (ur. 12 maja 1933 w Dziechcińcu, zm. 4 października 2011 w Warszawie) – polski duchowny katolicki, członek Zgromadzenia Księży Marianów, profesor nauk prawnych.

## Życiorys
W 1971 uzyskał na Wydziale Prawa Kanonicznego Akademii Teologii Katolickiej w Warszawie tytuł magistra prawa kanonicznego na podstawie napisanej pod kierunkiem Joachima Romana Bara pracy pt. Odnowa Zakonu OO. Marianów w świetle zarzutów Józefa Stanisława Pietrzaka i jego zwolenników. W 1975 na podstawie rozprawy pt. Odnowa Zakonu Marianów. Studium prawno-historyczne powstałej pod kierunkiem ks. prof. Ignacego Subery otrzymał stopień naukowy doktora. 29 czerwca 1981 na Wydziale Prawa Kanonicznego ATK odbył kolokwium habilitacyjne, po którym nadano mu stopień doktora habilitowanego w oparciu o dorobek naukowy oraz dysertację pt. Działalność zakonodawcza księdza Józefa Turczynowicza. Studium prawno-historyczne (Centralna Komisja Kwalifikacyjna do Spraw Tytułu Naukowego i Stopni Naukowych przy Prezesie Rady Ministrów stopień zatwierdziła 28 marca 1983). 15 października 1983 powołano go na stanowisko docenta w Katedrze Historii Prawa Kościelnego w Polsce na Wydziale Prawa Kanonicznego ATK i jej kierownika. 1 stycznia 1990 został mianowany na stanowisko profesora nadzwyczajnego ATK. Tytuł naukowy profesora nauk prawnych otrzymał 18 lipca 1994. Profesorem zwyczajnym UKSW mianowany został z dniem 1 stycznia 2000.
Pełnił funkcję dziekana Wydziału Prawa Kanonicznego Uniwersytetu Kardynała Stefana Wyszyńskiego w Warszawie.
Kierował Katedrą Prawa Instytutów Życia Konsekrowanego i Stowarzyszeń Życia Apostolskiego na tej uczelni oraz Katedrą Prawa Kanonicznego i Wyznaniowego na Papieskim Wydziale Teologicznym w Warszawie.
W pracy naukowej zajmował się historią źródeł i nauką prawa kanonicznego, prawa o instytutach życia konsekrowanego oraz stowarzyszeniach życia apostolskiego. Zajmował stanowisko redaktora naczelnego kwartalnika "Prawo Kanoniczne".
Pod jego kierunkiem stopień naukowy doktora uzyskali m.in. Bożena Szewczul i Marek Saj.

## Wybrane publikacje
- Prawo o instytutach życia konsekrowanego według Kodeksu Kanonów Kościołów Wschodnich (1994)
- Życie braterskie we wspólnocie. Studium prawno-historyczne (1999)